# Missionarie di Nostra Signora del Perpetuo Soccorso
Le Missionarie di Nostra Signora del Perpetuo Soccorso (in spagnolo Misioneras de Nuestra Señora del Perpetuo Socorro; sigla M.P.S.) sono un istituto religioso femminile di diritto pontificio.

## Storia

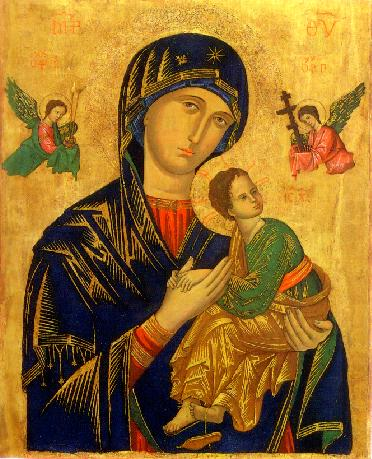
Nostra Signora del Perpetuo Soccorso, titolare della congregazione

Le origini della congregazione risalgono alla comunità di ausiliarie riunita nel 1921 nello stato di Oaxaca dal redentorista Agustín Nistal García per aiutare i suoi confratelli nell'opera delle missioni parrocchiali; un'altra comunità di ausiliarie formata dai redentoristi a Torreón, detta delle missionarie di Nostra Signora del Perpetuo Soccorso, si riunì al gruppo a Città del Messico nel 1934.
Luis María Martínez, arcivescovo di Città del Messico, approvò la congregazione ad experimentum il 5 novembre 1937; le missionarie fecero il noviziato sotto la direzione del redentorista Pedro Pérez Fuertes, che rielaborò per loro la regola già redatta da Nistal García, e nel 1940 emisero i voti.
L'istituto ricevette l'approvazione come congregazione di diritto pontificio l'8 dicembre 1867.

## Attività e diffusione
Le suore si dedicano alle opere missionarie e catechetiche tra la popolazione più spiritualmente abbandonata e all'educazione della gioventù.
Oltre che in Messico, sono presenti in Cina, El Salvador, Filippine, Guatemala, India, Stati Uniti d'America e Venezuela; la sede generalizia è a Città del Messico.
Alla fine del 2015 l'istituto contava 210 religiose in 38 case.